# Guilherme Camacho
Guilherme de Aguiar Camacho, auch Guilherme Camacho genannt, (* 2. März 1990 in Rio de Janeiro) ist ein brasilianischer Fußballspieler. Er wird auf der Position eines zentralen Mittelfeldspieler eingesetzt.

## Karriere
Camacho startete unter anderem im Nachwuchsbereich von CR Flamengo. Hier schaffte er 2008 den Sprung in den Profikader, wurde aber zunächst an den Paraná Clube ausgeliehen. Mit dem Klub bestritt er vier Spiele in der Série B.
Zur Saison 2009 kehrte Camacho zu Flamengo zurück. Hier kam er nicht zu seinen ersten Einsätzen in der Série A, sondern steuerte mit seinen neun Spielen in der Meisterschaft 2009 zum fünften Meistertitel des Klubs bei. Auch auf intern. Klubebene gab Camacho in dem Jahr sein Debüt. Nach Spielen für Flamengo in der Staatsmeisterschaft von Rio de Janeiro 2010 und der Meisterschaft 2010, wurde Camacho im September an den Ligakonkurrenten Goiás EC ausgeliehen. Nach Ende der Saison kehrte Camacho nicht zu Flamengo zurück. Im Dezember wurde seine Leihe für 2011 an den EC Bahia bekannt.
Nach seiner Rückkehr zur Saison 2012 blieb er das Jahr bei Flamengo, kam aber über die Rolle eines Reservespielers nicht hinaus. Im März 2013 wurde Camacho an den Audax Rio de Janeiro ausgeliehen. Auch 2014 spielte Camacho keine Rolle bei seinem Heimatklub. Für ihn schloss sich das nächste Leihgeschäft an, er kam zu Audax (SP). Nach den Spielen in den Staatsmeisterschaften 2014 wechselte Camacho fest zu Guaratinguetá Futebol. Mit diesem trat den Rest des Jahres in der Série C an.
Zur Saison 2015 wechselte Camacho zu Grêmio Osasco Audax zurück und bestritt mit diesem die Staatsmeisterschaft. Zur Austragung der Meisterschaftsrunde wurde er dann an den Botafogo FR ausgeliehen. Der Klub erreichte am Saisonende in der Série B als Meister den Aufstieg in die Série A. Im Zuge des Titelgewinns stand Camacho 17 Mal auf dem Platz (kein Tor), davon zehn Mal in der Anfangsformation. Zur Austragung der Staatsmeisterschaften 2016 trat Camacho wieder für Audax (SP) an. Im Mai des Jahres wurde dann sein Wechsel zu Corinthians São Paulo veröffentlicht. Der Kontrakt erhielt eine Laufzeit über drei Jahre. In seiner ersten Meisterschaft 2016 war Camachao zunächst nur Reservespieler, eroberte sich aber ab dem 23. Spieltag einen Stammplatz in der Elf. In der Saison seine Startelf wieder weniger. Er kam in der Meisterschaft zu 27 von 38 möglichen Einsätzen, davon aber nur neun in der Anfangsformation. Bei seinen Spielen erzielte er zwar kein Tor, hat aber am Saisonende mit der siebten Meisterschaft für Corinthians etwas zu feiern. Im Januar 2018 verlängerte Camacho seinen Vertrag mit Corinthians.
In die Saison 2018 startete Camacho noch für Corinthians, er konnte mit dem Klub aber nicht mehr in der Copa Libertadores 2018 antreten. Er wurde Ende Februar an Athletico Paranaense ausgeliehen. Camacho trat dafür mit Athletico in der Copa Sudamericana 2018 an. In dem Wettbewerb bestritt er nur die er ersten zwei Spiele in der ersten Runde gegen die Newell’s Old Boys aus Argentinien. Am 12. Dezember konnte der Klub und somit auch Camacho, den ersten Gewinn dieses Wettbewerbs feiern. Ende Januar 2019 wurde die Leihe mit Athlético bis Jahresende verlängert. Am 15. Mai 2019 musste Athletico bekanntgeben, dass Camacho positiv auf Higenamine getestet wurde. Die Substanz soll beim Gewichtsverlust und Muskelaufbau helfen. Sie wurde Anfang 2017 von der WADA verboten. Der Klub gab zu das Mittel Camacho durch einen Fachmann des Klubs über Nahrungsergänzungsmittel verabreicht wurde und dass der Spieler unschuldig sei. Trotzdem wurde dieser den FIFA Regeln entsprechend vom Spielbetrieb durch den Klub suspendiert. Athletico sagte Corinthians Schadenersatz zu. Der Spieler Thiago Heleno war ebenso von dem Vorfall betroffen. Am 12. August 2019 wurde der Fall der Spieler von der CONMEBOL verhandelt. Der Verband sperrte beide Spieler für sechs Monate. Am 27. Oktober 2019 stand Camacho das erste Mal wieder für Athletico auf dem Platz. Durch die Sperre verpasste er die Teilnahme am ersten Titelgewinn von Athletico im Copa do Brasil 2019.
Im Juni 2021 wechselte Camacho zum Ligakonkurrenten FC Santos. Der Kontrakt erhielt eine Laufzeit bis Ende 2022. Nach einer Verlängerung für die Spielzeit 2023, wechselte er zur Saison 2024 zum Guarani FC. Der Kontrakt erhielt eine Laufzeit bis Jahresende 2024. Nachdem er zwei Monate lang zu Einsätzen gekommen war, wurde sein Vertrag Ende August vorzeitig gekündigt. Seitdem ist er ohne neue Anstellung.

## Erfolge
Flamengo
- Campeonato Brasileiro de Futebol: 2009

Botafogo
- Série B: 2015

Corinthians
- Staatsmeisterschaft von São Paulo: 2017
- Campeonato Brasileiro de Futebol: 2017

Athlético Paranaense
- Copa Sudamericana: 2018

Auszeichnungen
- Auswahlmannschaft der Staatsmeisterschaft von São Paulo: 2016